# Bindi (album)
Bindi è il sesto album (LP) di Umberto Bindi, datato 1985. Gli arrangiamenti sono di Vladi Tosetto e Armando Franceschini.

## Tracce
1. Il nostro concerto
2. Se ci sei (con Anna Identici)
3. Lasciatemi sognare
4. Nuvola per due
5. Il mio mondo (con Loredana Bertè)
6. Arrivederci (con Sônia Braga)
7. È vero (con Celeste)
8. Amare te
9. Chiedimi l'impossibile (con Antonella Ruggiero dei Matia Bazar)
10. Un ricordo d'amore
11. Un giorno, un mese, un anno (con Fiorella Mannoia)
12. Il confine
13. La musica è finita (con Ornella Vanoni)
14. Il nostro concerto (Strofa)

## Formazione
- Umberto Bindi - voce, pianoforte
- Michele Ascolese - chitarra shiraki
- Sergio Barlozzi - batteria
- Beppe Quirici - basso
- Vladi Tosetto - tastiera
- Stefano Rossini - percussioni
- Giuseppe Zanca - tromba
- Claudio Scansani - sassofono tenore
- Andrea Innesto - sassofono contralto